# 由豆佐売神社

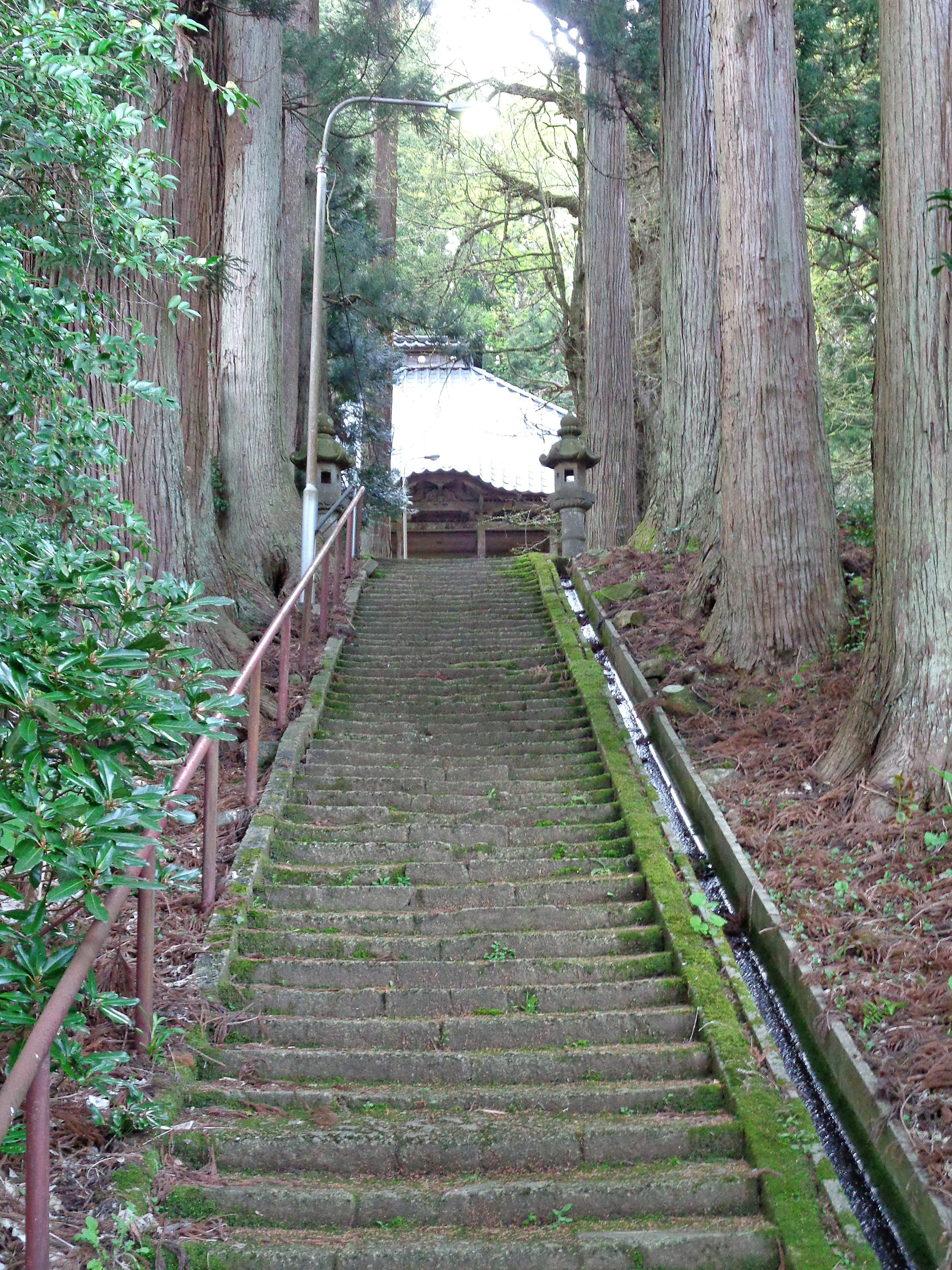
由豆佐売神社の石段

由豆佐売神社（ゆずさめじんじゃ）は、山形県鶴岡市にある神社である。

## 祭神
- 中座 溝樴姫命（みぞくいひめのみこと）
- 左座 大己貴命
- 右座 少彦名命

## 概要
白雉元年（650年）の創祀という。もとは、観音堂、湯蔵権現、龍蔵権現などと呼ばれ、古くから湯田川温泉鎮護の神社として地元住民から崇拝されてきた。旧社格は郷社あるが（明治9年（1876年）列格）、『延喜式神名帳』にも記載された式内社で、由緒のある神社である。現在の本殿は、宮大工の棟梁、高橋兼吉によって明治15年（1882年）に増築されたものである。
2002年（平成14年）4月下旬、映画『たそがれ清兵衛』のロケが当神社で行われた。参道にある案内板に当時のロケの様子が記されている。

## 交通
- JR羽越本線 鶴岡駅から庄内交通のバスで約20分